# Джон, 1-й герцог Бедфорд
Джон Ланкастер (20 червня 1389 — 14 вересня 1435) — англійський аристократ, 1-й герцог Бедфорд, військовий та політичний діяч часів Столітньої війни.

## Життєпис

### Молоді роки
Походив з династії Ланкастерів. Син Генріха IV, короля Англії, та Марії де Богун. Про молоді роки Джона мало відомостей. Під час коронації батька 12 жовтня 1399 року його було висвячено на лицаря. У 1402 році став кавалером Ордену Підв'язки. Був також призначений у 1402 році господарем стайні й соколів. У 1402—1405 роках з успіхом воював проти роду Персі на півночі Англії, придушив повстання валлійців. Для цього його було призначено констеблем Англії у 1403 році. Після зміцнення влади Ланкастерів в Англії отримав значну частину земель родини Персі, став графом Вілтшир, у 1403 році отримав посаду очільника Східної марки, губернатора міста Бервік.
Після приходу до влади його брата Генріха у 1414 році отримав титули герцога Бедфорда, графа Річмонда, графа Кендала. На час відсутності короля Генріха V Джон Бедфорд у 1415—1422 роках з перервами виконував обов'язки намісника королівства.

### Регент Франції
Після смерті Генріха V розділив владу із братом Хамфрі Глостерським. Бедфорд став регентом Французького королівства. Тоді ж висадився у Франції, зумівши упорядкувати англійські та союзницькі їм сили на півночі Франції із званнями лейтенант Нормандії, намісник Парижа. У 1423 році уклав союз з Бургундією, тоді ж переміг французів у битві при Краване. У 1424 році Джон Бедфорд розбив війська дофіна Карла у битві при Верне. Вслід за цим коронував небожа Генріха VI у Парижі. Втім це виявилося помилкою з огляду на порушення вікової традиції коронації французьких королів у Реймсі. Після появи Жанни д'Арк у 1429 році, а у 1431 році й коронації дофіна Карла, як Карла VII, становище англійців різко погіршилося. Втім Бедфорду вдалося відбити атаки французів, захопити й стратити Жанну д'Арк того ж року. Проте успіхи короля Карла VII змусили Філіппа III, герцога Бургундії, розірвати союз із Англією. Все це спонукало Джона Бедфорда розпочати перемовини у Аррасі у 1435 році. Під час перемовин він помер у Руані 14 вересня 1435 року.

## Меценатство
Сприянням Джона Бедфорда у 1432 році був відкритий Університет у Кані. Підтримував написання численних ілюстрованих рукописів, зібравши значну бібліотеку. Початок цьому поклав рукопис, отриманий як посаг за дружину Анну Бургундську.
Відомі, так званні «Требник Бедфорда», «Часослов Бедфорда» та «Псалтир Бедфорда», які були написані майстрами з Парижа.

## Родина
1. Дружина — Анна (1404—1432), донька Жана I, герцога Бургундії
Померла при пологах
2. Дружина — Жакета (1415—1472), донька Петра I Люксембурга, графа Сен-Поль
Діти: не було
Коханка — ? (ім'я невідоме)
Діти:
- Марія
- Річард